# Limonia prolixisetosa
Limonia prolixisetosa är en tvåvingeart som beskrevs av Alexander 1971. Limonia prolixisetosa ingår i släktet Limonia och familjen småharkrankar.
Artens utbredningsområde är Fiji. Inga underarter finns listade i Catalogue of Life.